# Брамптон Стілгедс
«Брамптон Стілгедс» (англ. Brampton Steelheads) — канадійський молодіжний хокейний клуб, що представляє місто Брамптон, провінція Онтаріо. Команда виступає у центральному дивізіоні східної конференції хокейної ліги Онтаріо.

## Історія
Історія франшизи почалася в 1997 у місті Торонто, де був створений хокейний клуб Сент-Майклс Меджорс. Після десяти років проведених у Торонто, у 2007 команда, не змінюючи назви, змінила місце дислокації переїхавши до Міссісаги. Але у 2012 році, після зміни власників, клуб, хоч і залишився в тому ж місті, однак мусив змінити назву, і став іменуватися «Стілгедс». Домашнім майданчиком «форелей» є Герші-центр, котрий здатен вмістити понад 5,5 тисяч уболівальників.
У червні 2024 року команда перебазувалась до міста Брамптон змінивши офіційно назву на «Брамптон Стілгедс».